# Verona (Illinois)
Pour les articles homonymes, voir Verona (homonymie).
Verona est un village du comté de Grundy dans l'Illinois, aux États-Unis,. Situé à l'ouest du comté, il est incorporé le 15 janvier 1904.

## Démographie
Lors du recensement de 2010, le village comptait une population de 215 habitants. Elle est estimée, en 2016, à 212 habitants.

## Source de la traduction
- (en) Cet article est partiellement ou en totalité issu de l’article de Wikipédia en anglais intitulé « Verona, Illinois » (voir la liste des auteurs).